# Офіцерський суд честі
Офіцерський суд честі — спеціальний виборний судовий орган для охорони корпоративної честі офіцерства і гідності офіцерського звання. Суди честі діяли і діють в збройних силах тільки деяких держав. Такий суд розглядає справи про проступки офіцерів і про правопорушення, віднесені до його компетенції, та розбирає конфлікти між офіцерами.